# The Mysterious Lady
The Mysterious Lady, in Nederland ten tijde van het uitbrengen bekend als De spionne is een Amerikaanse stomme film uit 1928 onder regie van Fred Niblo met in de hoofdrollen Greta Garbo en Conrad Nagel. De film is gebaseerd op een boek van Ludwig Wolff. 
De Nederlandse première was op 31 mei 1929 in Tuschinsky in Amsterdam.

## Verhaal
De Oostenrijkse Karl von Raden werkt als officier tijdens de Eerste Wereldoorlog. Tijdens een voorstelling ontmoet hij bij toeval de aantrekkelijke Tania Fedorova. Ze krijgen een kortdurende romance als blijkt dat hij de volgende avond moet vertrekken. Als later blijkt dat Tania een Russische spionne is, moet Karl de gevangenis in. Iemand die gelooft in zijn onschuld bevrijdt hem. Hij vertrekt nu en werkt undercover achter de piano om Tania te bespioneren. Hij komt erachter dat ze haar leven als spionne veracht, maar dat haar baas Boris haar niet wil laten gaan. Als ze hem opmerkt, krijgt Karl opnieuw een zwak voor haar...

## Rolverdeling
| Acteur                 | Personage         |
| ---------------------- | ----------------- |
| Greta Garbo            | Tania Fedorova    |
| Conrad Nagel           | Karl von Raden    |
| Gustav von Seyffertitz | Boris Alexandroff |
| Albert Pollet          | Max Heinrich      |
| Edward Connelly        | Eric von Raden    |